# Sendling-Westpark
Sendling-Westpark è uno dei distretti in cui è suddivisa la città di Monaco di Baviera, in Germania. Viene identificato col numero 7.

## Geografia fisica
Il distretto si trova a sud-ovest del centro della città.

### Suddivisione
Il distretto è suddiviso amministrativamente in 3 quartieri (Bezirksteile):
1. Mittersendling
2. Land in Sonne
3. Am Waldfriedhof